# Daisuke Hosokawa
Daisuke Hosokawa (jap. 細川大輔 Hosokawa Daisuke, ur. 18 kwietnia 1982 w Amagasaki) – były japoński pływak, specjalizujący się głównie w stylu dowolnym.
3-krotny medalista mistrzostw świata z Barcelony, Montrealu i Melbourne w sztafecie 4 x 100 m stylem zmiennym (srebro w Melbourne i brązy w Barcelonie i Montrealu). 8-krotny medalista Igrzysk Azjatyckich (w tym 4 złote medale). Wicemistrz Uniwersjady z Izmiru w sztafecie 4 x 200 m stylem dowolnym.